# ويليام أكوين كاريو
ويليام أكوين كاريو هو كاهن كاثوليكي ودبلوماسي كندي، ولد في 23 أكتوبر 1922 في سانت جونز في كندا، وتوفي بنفس المكان في 8 مايو 2012.